# Vina Fields
Vina Fields, död efter 1911, var en afroamerikansk bordellägare. Hon drev en av Chicagos största bordeller mellan 1870-talet och 1911 och hade en ovanlig framgång för en afroamerikansk kvinna under sin samtid. 
Hon var född i slaveri. Hennes mor och systrar bodde i Missouri, och det är känt att hon sände pengar till dem. 
Under 1870-talet drev hon en stor bordell på 138–140 Custom House Place i Chicago.
Hon påbörjade sin karriär som bordellägare i Levee-distriktet med åtta färgade prostituerade kvinnor och en vit tjänare; efter tjugo hade hon nitton anställda och fyra tjänare. Hennes framgång var ovanlig under en tid när svarta bordellägare normalt inte hade tjänare alls och bordellägare över huvud taget hade hade så pass många prostituerade i sin bordell. Hon hade en bostad i ett fashionabelt kvarter där det annars endast bodde vita, och var en av endast fem bordellägare som ägde sin egen fastighet, och blev en ledande medlem i sexindustrin i Chicago. 
Vina Fields anställde endast färgade kvinnor, men tog endast emot vita kunder, och hennes verksamhet har beskrivits som en av få tillfällen för färgade kvinnor i Chicago att tjäna pengar på något annat än enkla lågbetalda tjänsteyrken. 
Under World's Columbian Exposition 1893 var hennes bordell en av turistattraktionerna, och under den ekonomiska krisen samma år nämns att hon organiserade soppkök och ägnade sig åt välgörenhet. 
1907 satte hälsomyndigheterna hennes bordell i karantän under en smittkoppsepidemi. Efter detta tycks hennes verksamhet ha skadats och efter 1911 nämns hon inte längre. 